# Wyciążek czarny
Wyciążek czarny (Cyllodes ater) – gatunek chrząszcza z rodziny łyszczynkowatych i podrodziny Nitidulinae. Zamieszkuje palearktyczną Eurazję od Półwyspu Iberyjskiego po Rosyjski Daleki Wschód. Zarówno larwy, jak i postacie dorosłe są mykofagami żerującymi pod przegrzybiałą korą i w hubach drzew liściastych.

## Taksonomia
Gatunek ten opisany został po raz pierwszy w 1792 roku przez Johanna Friedricha Wilhelma Herbsta pod nazwą Strongylus ater, jako gatunek typowy nowego rodzaju Strongylus. Nazwa rodzajowa została jednak wykorzystana już wcześniej, w 1780 roku przez Ottona Friedricha Müllera, w związku z czym w 1843 roku Wilhelm Ferdinand Erichson wprowadził nową nazwę Cyllodes.

## Morfologia
Chrząszcz o nagim, błyszczącym, w zarysie owalnym, z wierzchu bardzo silnie wypukłym, od spodu zaś płaskim ciele o długości od 3,5 do 4,5 mm. Ubarwienie zwykle ma czarne z ciemnobrunatnymi czułkami i odnóżami, rzadziej spotyka się osobniki aberracji ruficollis o głowie i przedpleczu zabarwionych rdzawoczerwono. Głowa jest przeciętnie poprzeczna, punktowana. Czułki zbudowane są z jedenastu członów, z których pierwszy jest rozszerzony, a trzy ostatnie formują luźno zestawioną buławkę. Przedplecze jest nieco poprzeczne, o brzegu przednim pośrodku zaopatrzonym w głębokie, trapezowate wcięcie, kątach przednich równomiernie zaokrąglonych, brzegach bocznych równomiernie łukowatych, a krawędzi tylnej nieobrzeżonej i pośrodku listewkowato poszerzonej ku tyłowi. Tarczka osiąga duże rozmiary. Pokrywy mają delikatnie punktowane rzędy i jeszcze drobniej, nieregularnie punktowane międzyrzędy. Wierzchołki pokryw są osobno zaokrąglone. Przedpiersie ma wyrostek w części tylnej rozszerzony i na szczycie wykrojony łukowato. Zapiersie jest wydatne. Odnóża mają duże uda oraz dwupłatowate trzy pierwsze człony stóp.

## Ekologia i występowanie
Owad ten zamieszkuje lasy, zwłaszcza z udziałem buka. Należy do gatunków saproksylicznych związanych z drzewami liściastymi. Zarówno larwy, jak i postacie dorosłe są mykofagami żerującymi pod przegrzybiałą korą i w hubach, preferując te rozwijające się na bukach i jaworach. Zimowanie odbywa się w stadium owada dorosłego.
Gatunek palearktyczny o rozsiedleniu europejsko-syberyjskim. W Europie znany jest z Hiszpanii, Francji, Belgii, Luksemburga, Holandii, Niemiec, Szwajcarii, Austrii, Włoch, Danii, Szwecji, Norwegii, Finlandii, Estonii, Litwy, Polski, Czech, Słowacji, Węgier, Białorusi, Ukrainy, Mołdawii, Rumunii, Bułgarii, Słowenii, Chorwacji, Bośni i Hercegowiny, Czarnogóry, Serbii, Albanii, Grecji oraz europejskich części Rosji i Turcji. W Azji zamieszkuje region Kaukazu, Syberię i Rosyjski Daleki Wschód.
W Polsce jest owadem spotykanym rzadko i sporadycznie. Na „Czerwonej liście chrząszczy województwa śląskiego” umieszczony jest jako gatunek zagrożony najmniejszej troski (LC). Z kolei na „Czerwonej liście gatunków zagrożonych Republiki Czeskiej” umieszczony został ze statusem narażonego na wymarcie (VU).